# Prinsessan Amelia av Storbritannien (1783–1810)
Prinsessan Amelia av Storbritannien, född 7 augusti 1783, död 2 november 1810, var en brittisk prinsessa, yngsta barn till kung Georg III av Storbritannien och Charlotte av Mecklenburg-Strelitz.

## Biografi
Efter födelsen placerades hon under vård av guvernanten Charlotte Finch. Amelia ska ha varit sin fars favoritbarn; han kallade henne Emily. Hon fick dock inte lika mycket utbildning som sina äldre syskon, och växte upp isolerad och överbeskyddad. 
Till skillnad från vad som var normen för prinsessor under hennes samtid blev hon inte bortgift i femtonårsåldern, eftersom hennes far inte ville att hans döttrar skulle gifta sig; dels på grund av hans systrars olyckliga äktenskap utomlands, och dels för att han var nöjd med att behålla dem hemma. De fick istället leva ett överbeskyddat liv som sällskap åt sin mor, fick aldrig träffa personer utanför hovet eller umgås för nära med män.
1803 inledde hon en relation med hovstallmästaren sir Charles FitzRoy; modern informerades av en anställd, men lade sig inte i saken eftersom hon var rädd för att den mentalt instabile faderns jämvikt skulle störas om han blev informerad. På grund av äktenskapslagen för kungligheter kunde hon inte gifta sig med Fitzroy. Från 1798 och framåt led hon av tuberkulos som hon slutligen avled i, förvärrad av en depression orsakad av den överbeskyddade tillvaron med modern.         
Hon lät på dödsbädden göra en sorgring av sitt hår åt fadern, medan hennes bror Georg IV, som även var hennes gudfar, ska ha låtit göra en dödsmask av henne. Amelias död 1810 anses ha medverkat till faderns totala mentala sammanbrott året därpå.
Efter hennes död försökte George Villiers utpressa kungaparet med Amelias brev.